# Azulão-da-amazônia
O Azulão-da-amazônia (Cyanoloxia cyanoides) é uma espécie de ave canora da família Cardinalidae.
O Comitê de Classificação Sul-Americana da Sociedade Ornitológica Americana coloca esta espécie no gênero Cyanoloxia. Além disso, em 2018, o comitê dividiu a população da planície oriental em uma nova espécie, o grosbeak amazônico (Cyanoloxia rothschildii ).

## Taxonomia e sistemática
O Azulão-da-amazônia é encontrado na família Cardinalidae, dentro da ordem Passeriformes. Embora às vezes ainda seja colocado no gênero Cyanocompsa, verificou-se que este gênero é parafilético e contém membros do gênero Amaurospiza e Cyanoloxia.
Existem três subespécies neste táxon: Cyanoloxia cyanoides cyanoides, Cyanoloxia cyanoides caerulescens e Cyanoloxia cyanoides concreta. Embora essas três subespécies sejam muito semelhantes, existem pequenas diferenças entre elas. Todos os machos possuem plumagem azul escura, porém, Cc concreta tem a mais escura das três e também é a maior. Em seguida, em termos de tamanho e coloração, vem Cc caerulescens, seguido por Cc cyanoides, que possui o menor tamanho e a plumagem mais brilhante.
Originalmente havia uma quarta subespécie, Cc rothschildii, a única subespécie encontrada a leste dos Andes. No entanto, após examinar a genética desta subespécie, foi determinado que Cc rothschildii seria considerado uma espécie separada, Cyanoloxia rothschildii.

## Descrição
O azulão-da-amazônia é sexualmente dimórfico. As fêmeas têm plumagem marrom escura que pode ter um leve tom avermelhado. Os machos são azuis escuros com sobrancelhas azuis mais claras e manchas nos ombros nas asas. A testa, a área logo acima do bico, também é um tom mais claro de azul.
Muitas vezes, os grosbeaks preto-azulados não serão vistos, pois preferem ficar escondidos entre a vegetação, então na maioria das vezes sua presença é conhecida apenas quando vocalizam. Sua música é composta por cerca de seis assobios com tom decrescente e termina com um "see seee sewee suwee sweet suuu". Existem pequenas diferenças nas músicas entre as três subespécies diferentes.
A chamada é um "shek" ou "chit" acentuado e muitas vezes será repetido muitas vezes.

## Distribuição e habitat
A distribuição do grosbeak azul-preto é limitada à América Central e do Sul. Encontra-se em Belize, Colômbia, Costa Rica, Equador, Guatemala, Honduras, México, Nicarágua, Panamá, Peru e Venezuela.
Tanto o Cc caerulescens quanto o Cc concreta são encontrados no México e na América Central, enquanto o Cc cyanoides pode ser encontrado do Panamá ao norte da América do Sul.
Eles preferem habitats densos com árvores altas e vegetação rasteira, porque isso fornece cobertura suficiente. Embora geralmente não seja visto, o grosbeak azul-preto pode ser encontrado nas bordas das florestas de folhas largas.

## Comportamento

### Reprodução
O grosbeak azul-preto constrói pequenos ninhos de xícara para depositar seus ovos e normalmente têm um tamanho de ninhada de 2. A época de reprodução do grosbeak azul-preto ocorre durante os meses de primavera e verão, no entanto, o período de pico da época de reprodução difere ligeiramente entre as populações localizadas em diferentes áreas.

### Dieta
Grosbeaks azul-preto são onívoros; eles são conhecidos por comer sementes e frutas, bem como insetos como formigas e lagartas.  Eles esmagam as sementes antes de consumi-las.

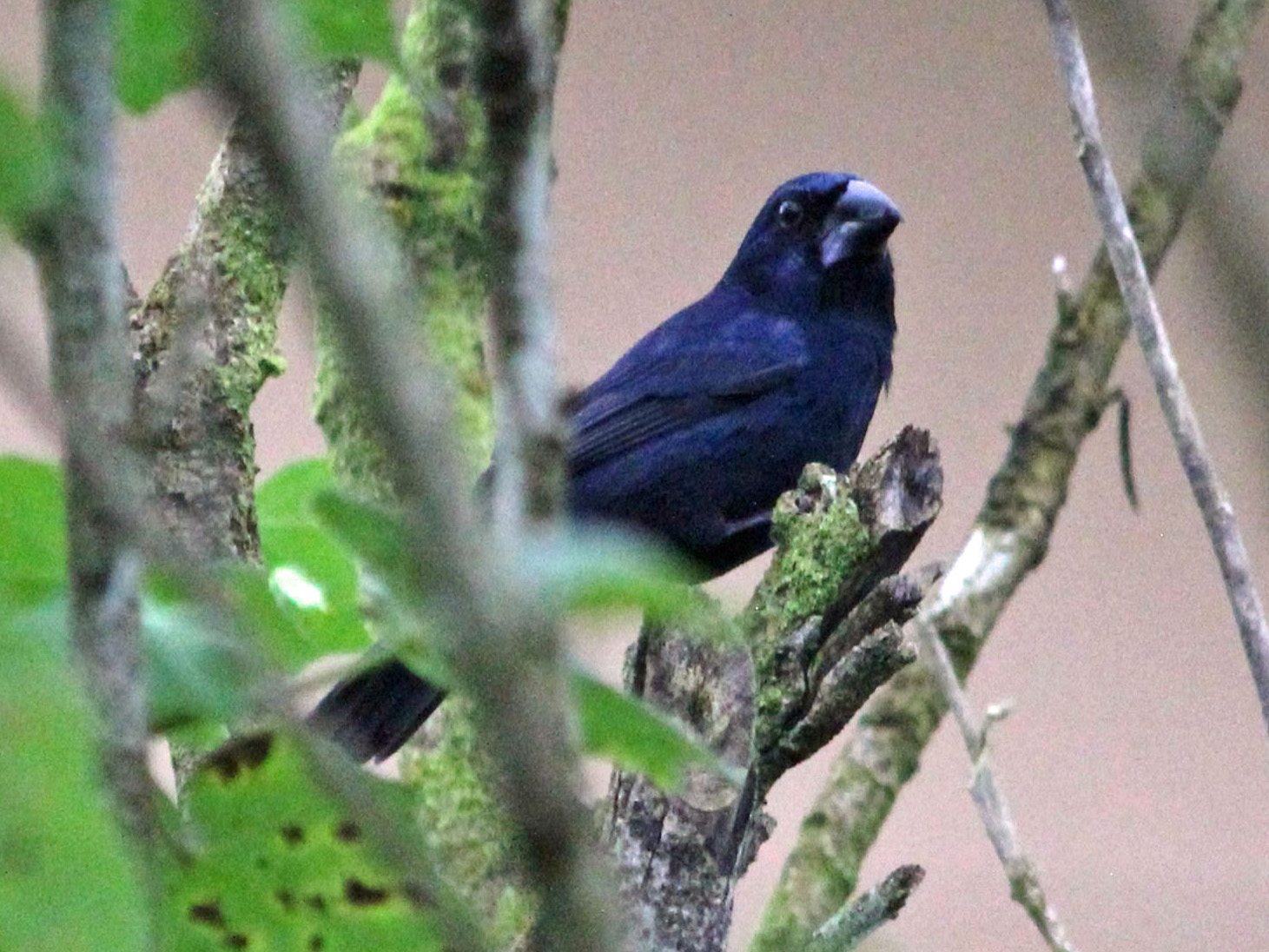
Male in Costa Rica
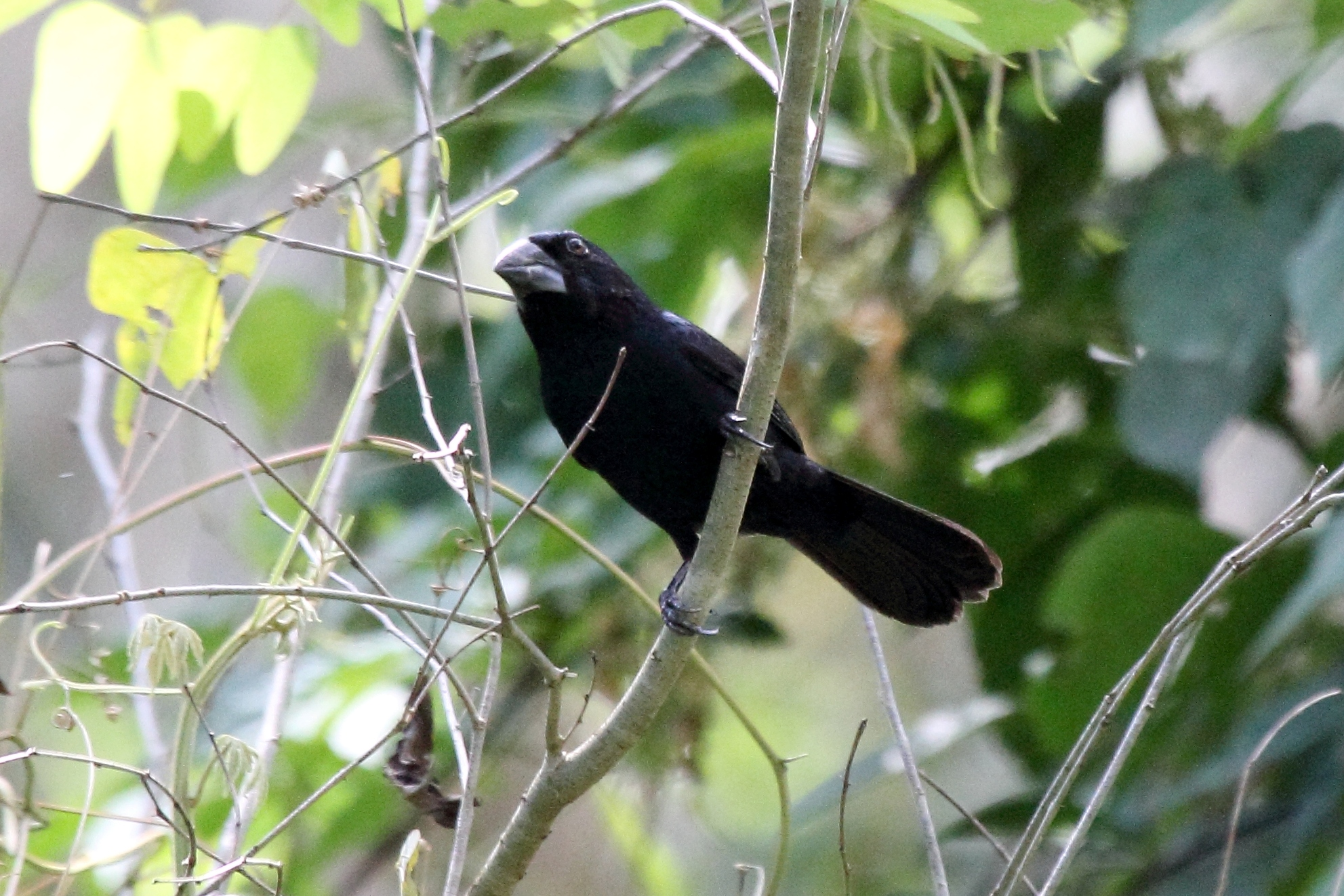
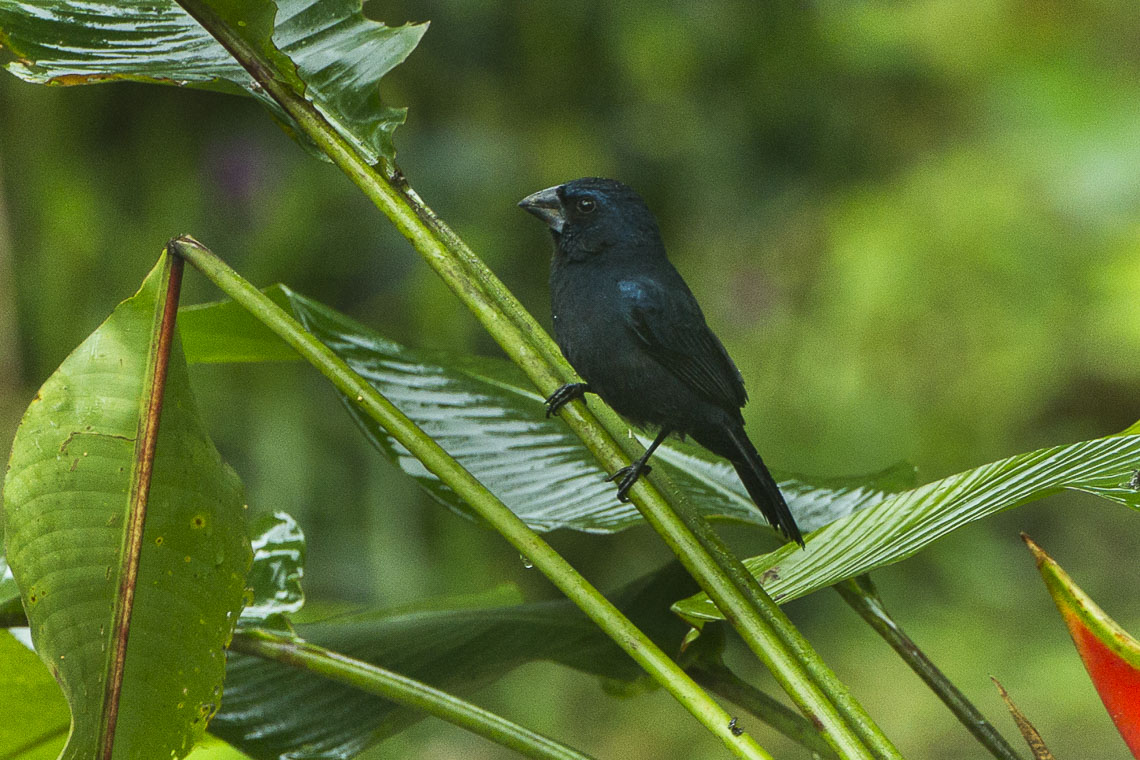